# Anonima carogne
Anonima carogne  (The Hunter) è un romanzo hard boiled dello scrittore statunitense Richard Stark (pseudonimo di Donald E. Westlake) pubblicato nel 1962, primo della serie dedicata a Parker.

## Trama
New York, inizio anni sessanta. Parker, criminale indipendente tradito dalla moglie Lynn e dal suo complice Mal Resnick, dopo essere fuggito di prigione ha deciso di vendicarsi. L'obiettivo principale di Parker è Mal, che si è accaparrato tutto il bottino dell'ultima rapina, uccidendo tutti i complici e riparando a New York con Lynn. Con i soldi della rapina Mal è rientrato nei ranghi dell'Organizzazione che l'aveva estromesso dopo un colpo fallito.

## Adattamenti cinematografici
Vari produttori si interessarono al personaggio di Parker, ma Richard Stark non volle concedere l'uso della sua creatura; tuttavia, questo romanzo è stato adattato due volte per il cinema:
- nel 1967 esce il film Senza un attimo di tregua, con Lee Marvin nel ruolo del protagonista, che viene rinominato Walker.
- nel 1999 è la volta di Payback - La rivincita di Porter, con Mel Gibson nel ruolo di Porter.

## Edizioni
- Richard Stark, Anonima carogne, traduzione di Bruno Just Lazzari, collana I neri di Mondadori, n. 3, Mondadori, 1964.
- Richard Stark, Anonima carogne, collana I classici del giallo, n. 110, Mondadori, 1971.
- Richard Stark, Anonima carogne, traduzione di Bruno Just Lazzari, collana Giallo d'azione Mondadori, Mondadori, 1981.
- Donald E. Westlake, Payback: anonima carogne, traduzione di Silvia Lalìa e Gioia Guerzoni, collana Le gaggie, Mondadori, 1999.
- Richard Stark, Parker: l'inferno in terra, traduzione di Bruno Just Lazzari, collana Supergiallo, I Grandi Maestri, n. 4, Mondadori, 2008. (contenuto in)